# Puerta de Viena
La Puerta de Viena  (en húngaro, Bécsi kapu, AFI ['be:tʃɪ 'kɔpʊ]); en alemán: Wiener Tor) está localizada en la Plaza de la Puerta de Viena, Castillo de Buda, en el 1.º Distrito de Budapest, Hungría. Como el nombre sugiere, era la puerta que conectaba el castillo con el camino a Viena.

## Historia

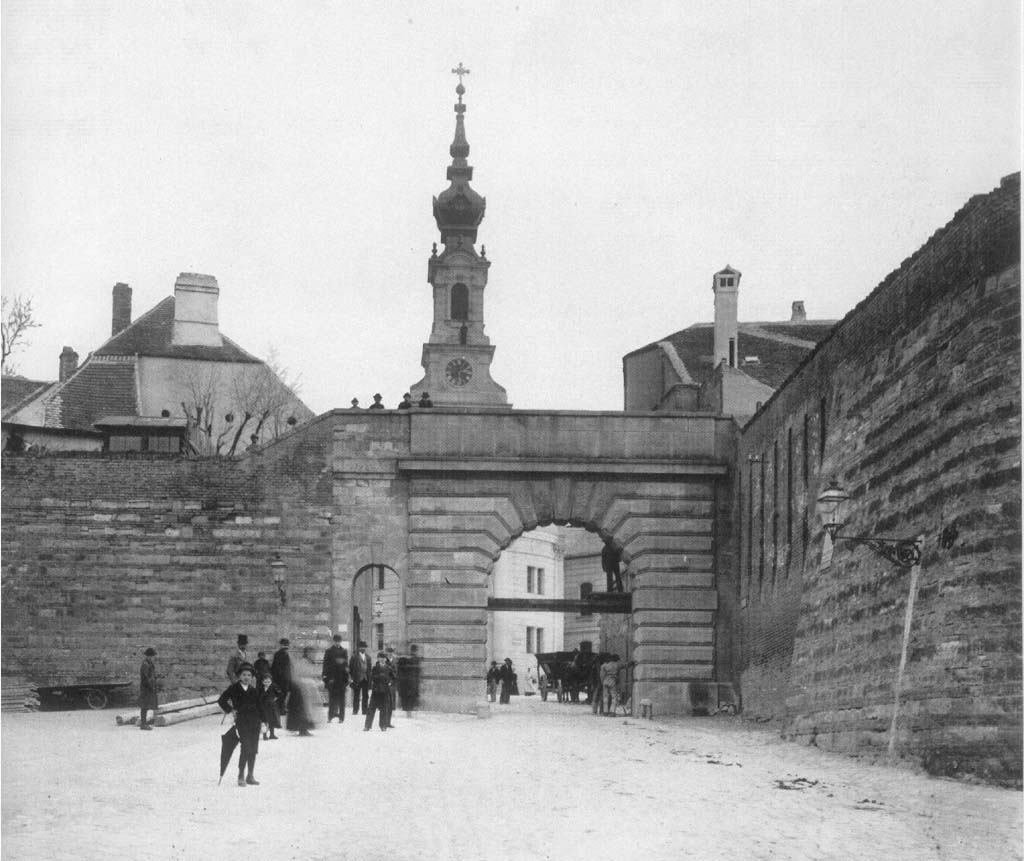
La vieja Bécsi kapu en 1896

Durante la Edad Media se llamaba Szombat-kapu (Puerta del Sábado), porque frente a ella se celebraban mercados todos los sábados. Los otomanos lo llamaron Becs kapuszu. Más tarde se convirtió en Zsidó-kapu (Puerta judía). Una de sus dos puertas laterales se eliminó a principios del siglo XIX y, en 1896, se demolió toda la puerta. La puerta actual fue restaurada en 1936, en conmemoración del 250 aniversario de la Reconquista de Buda .
La reconstrucción de la puerta, diseñada por Jenő Kismarty-Lechner, tiene un valor más simbólico que funcional. Béla Ohmann esculpió inscripciones, ornamentos y relieves, entre ellas la de un ángel corriendo.